# Nino (nome georgiano)
Nino (in georgiano ნინო?) è un nome proprio di persona georgiano femminile.

## Varianti in altre lingue
- Armeno: Նունե (Nune)
- Greco antico: Νινω (Nino)
- Russo: Нина (Nina)[1]

## Origine e diffusione

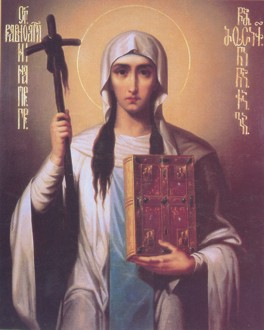
Santa Nino

Riprende il nome di santa Nino, detta anche Cristiana di Georgia, una donna originaria dell'Asia Minore che evangelizzò la Georgia nel IV secolo. 
L'etimologia è ignota, e secondo alcune interpretazioni potrebbe derivare da una forma greca femminile del nome di Nino; secondo la leggenda costui fu marito di Semiramide e fondò la città di Ninive, che da lui prenderebbe il nome, ma in realtà è probabilmente vero il contrario.

## Onomastico
L'onomastico si festeggia il 14 gennaio in memoria di santa Nino, "apostola della Georgia".

## Persone

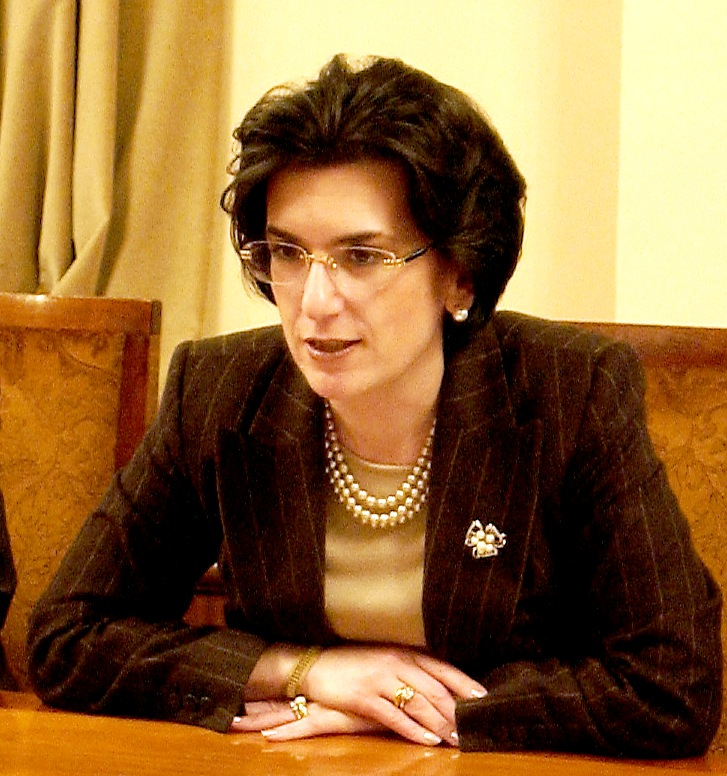
Nino Burjanadze

- Nino Batsiashvili, scacchista georgiana
- Nino Burjanadze, politica georgiana
- Nino Haratischwili, scrittrice e drammaturga georgiana
- Nino Khurtsidze, scacchista georgiana
- Nino Louarsabišvili, tennista georgiana
- Nino Machaidze, soprano georgiano

### Variante Nune
- Nune Tumanyan, scultrice armena